# Gran Premio di Svizzera 1995
Il Gran Premio di Svizzera 1995, ottantaduesima edizione della corsa, valido come nona prova della Coppa del mondo di ciclismo su strada, si svolse il 20 agosto 1995 su un percorso di 235 km. Venne vinto dal belga Johan Museeuw, che terminò in 5h34'15".

## Ordine d'arrivo (Top 10)
| Pos. | Corridore          | Squadra       | Tempo    |
| ---- | ------------------ | ------------- | -------- |
| 1    | Johan Museeuw      | Mapei-GB      | 5h34'15" |
| 2    | Gianni Bugno       | MG Maglificio | s.t.     |
| 3    | Giorgio Furlan     | Gewiss        | s.t.     |
| 4    | Michele Coppolillo | Navigare      | s.t.     |
| 5    | Maarten den Bakker | TVM           | s.t.     |
| 6    | Massimo Donati     | Mercatone Uno | s.t.     |
| 7    | Fabio Baldato      | MG Maglificio | s.t.     |
| 8    | Andrea Ferrigato   | ZG Mobili     | s.t.     |
| 9    | Maurizio Fondriest | Lampre        | a 7"     |
| 10   | Lance Armstrong    | Motorola      | s.t.     |